# Lasiocercis niveosignata
Lasiocercis niveosignata är en skalbaggsart som beskrevs av Stefan von Breuning 1957. Lasiocercis niveosignata ingår i släktet Lasiocercis och familjen långhorningar.
Artens utbredningsområde är Madagaskar. Inga underarter finns listade i Catalogue of Life.